# ゴーゴー!コメディアン!!
『ゴーゴー!コメディアン!!』は、日本テレビ系列局で放送されていた日本テレビ製作の演芸番組である。全7回。製作局の日本テレビでは、1969年10月8日から同年11月19日まで毎週水曜 20:00 - 20:56 （日本標準時）に放送。

## 概要
田中小実昌が司会を務めていた三部構成の番組で、前番組『お笑いカラー寄席』と同様に収録は後楽園ホールで行われていた。
第一部では新人のお笑いタレントたちがコンテストを受けていた。第二部ではベテランのコメディアン3人が出演し、「女形合戦」などの各回のテーマに沿って各々の腕を競いあっていた。第三部ではコメディアンたちがボクシングリングに整列し、合図に合わせて誰か1人をリング外へ突き落としていた。最初に落ちた者は丸坊主にさせられていた。
しかし、番組はわずか7回で終了。水曜21:00枠で放送されていた『お笑いマラソン合戦』と同じ日に放送開始し、同じ日に終了した。

## 出演者

### 司会
- 田中小実昌

### 主な出演者
- 由利徹
- 三遊亭歌奴（後の三遊亭圓歌）
- 南利明
- Wけんじ
- 関敬六
- 毒蝮三太夫
- 立川談志
- 林家パー子
- 大泉滉
- 海野かつを
- 月の家圓鏡（後の八代目橘家圓蔵）
- ほか